# Eduard Fischer (Mykologe)

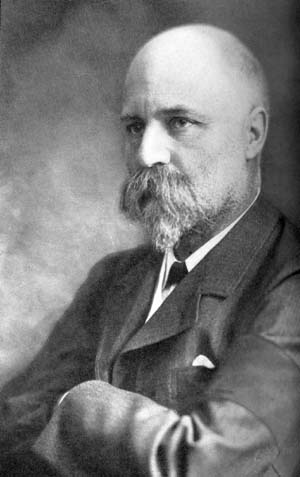
Eduard Fischer

Eduard Ludwig Fischer (* 16. Juni 1861 in Bern; † 18. November 1939 ebenda) war ein Schweizer Botaniker, der vor allem als Mykologe Bedeutung erlangte.
Sein botanisch-mykologisches Autorenkürzel lautet «E.Fisch».

## Leben
Eduard Fischer wurde am 16. Juni 1861 als Sohn des Botanikers Ludwig Fischer in Bern geboren. Fischer studierte an der Universität Bern und promovierte 1883 beim Pilzforscher Anton de Bary in Strassburg. Weitere Studien in Berlin folgten, bis er 1885 als Privatdozent an die Universität Bern berufen wurde. 1893 wurde er dort zum ausserordentlichen Professor ernannt. Von 1897 bis 1933 war er Ordinarius für Botanik sowie Direktor des Botanischen Gartens. Während seiner Amtszeit kam es 1906 zum Neubau des grossen Hörsaals, zur Errichtung der Orangerie und des Palmenhauses sowie 1929 zur Eröffnung des Alpengartens Schynige Platte. 1910/1911 war er Rektor der Universität Bern.
Eduard Fischer heiratete 1899 Johanna Gruner, die aus einer Berner Gelehrtenfamilie stammte. Er starb am 18. November 1939 78-jährig in Bern. Er war der Vater des Musikwissenschaftlers und Pianisten Kurt von Fischer.

## Wirken
Eduard Fischer beschäftigte sich intensiv mit der Entwicklungsgeschichte der Pilze. Dazu verfasste er grosse Monografien, viele davon über die Rostpilze. Daneben schrieb er zahlreiche biologiehistorische und wissenschaftsphilosophische Arbeiten. Zwölf Pilzarten wurden von ihren Entdeckern nach ihm benannt. Von 1917 bis 1922 leitete er als Zentralpräsident die Schweizerische Naturforschende Gesellschaft.

## Ehrungen
- 1931: Ehrendoktorat der Universität Genf
- 1939: Ehrendoktorat der Medizinischen Fakultät der Universität Basel

## Schriften
- Zusammen mit Ernst Gäumann das Standardwerk Biologie der pflanzenbewohnenden parasitischen Pilze. Verlag G. Fischer, Jena 1929.
- Die Uredineen der Schweiz. Verlag K. J. Wyss, Bern 1904.

## Archive
- Verschiedene Aufzeichnungen in der (Burgerbibliothek Bern)
- Systematisch-Geobotanisches Institut, Bern (Materialien zum Werk)
- Eduard Fischer in der Archivdatenbank des Schweizerischen Bundesarchivs